# Dactylanthias aplodactylus
Dactylanthias aplodactylus ist eine wenig erforschte Fahnenbarschart aus dem tropischen Indopazifik. Sie kommt dort in Tiefen von 200 bis 260 Metern vor, eventuell auch tiefer.

## Merkmale
Die Fischart erreicht eine Länge von 17 bis 20 cm. Die Standardlänge liegt beim 2,65-fachen der Körperhöhe, die Kopflänge ist 2,8 mal in der Standardlänge enthalten. Dactylanthias aplodactylus ist rosafarben, wobei die einzelnen Schuppen rote Ränder besitzen, so dass sich ein netzartiges rotes Muster ergibt. Auf dem hinteren Rumpfabschnitt unterhalb des hinteren Abschnitts des weichstrahligen Teils der Rückenflosse befindet sich ein größerer roter Fleck. Der hartstrahlige Abschnitt der Rückenflosse und der Rand des weichstrahligen Teils der Rückenflosse sind gelb. Je ein gelbes Band verläuft auf jeder Kopfseite vom Kinn durch die Augen bis zum „Nacken“. Die Seitenlinie ist vollständig mit 37 Poren tragende Schuppen. Mit Ausnahme des Unterkiefers und der Lippen ist der Kopf vollständig beschuppt. Auf den „Wangen“ befinden sich fünf schräg stehende Schuppenreihen. Nacken und Kopf sind neben den normal großen Hauptschuppen auch mit kleinen Nebenschuppen („accessory scales“) besetzt. Der obere Rand und der obere Winkel des Präoperculums sind gesägt. Die Anzahl der Zähnchen beträgt 30 bis 36. Der untere Rand ist ungesägt und trägt auch keine größeren Stacheln. Die Enden der eingebuchteten Schwanzflosse und das Ende der Bauchflossen sind lang ausgezogen. Alle Flossenstrahlen der Brustflossen sind unverzweigt.
- Flossenformel: Dorsale X/17; Anale III/7; Pectorale 19.

## Systematik
Die Fischart wurde 1858 durch den niederländischen Fischkundler Pieter Bleeker unter der Bezeichnung Anthias aplodactylus erstmals wissenschaftlich beschrieben. Grundlage der Beschreibung war ein einzelnes Exemplar, das in der Nähe der Insel Ambon gefangen wurde. 1871 führt Bleeker die Gattung Dactylanthias für die Art ein. Im Jahr 2006 beschrieb der Ichthyologe John Ernest Randall mit Dactylanthias baccheti eine zweite Dactylanthias-Art. Der Holotyp wurde im Tuamotu-Archipel gefangen. Nach der Untersuchung weiterer Dactylanthias-Exemplare von Nauru und von den Malediven wurde diese Art im Jahr 2021 mit Dactylanthias aplodactylus synonymisiert, so dass die Gattung weiterhin monotypisch ist.

## Belege
1. 1 2  
John Ernest Randall (2006): Dactylanthias baccheti, a new species of anthiine fish (Perciformes: Serranidae) from the Tuamotu Archipelago. aqua, J. Ichthyol. Aquat. Biol. 12(2):83-88. (Ref. 75948)
2. ↑  
Pieter Bleeker (1858): Negende bijdrage tot de kennis der vischfauna van Amboina. Acta Societatis Regiae Scientiarum Indo-Neêrlandicae v. 3 (art. 14): 1-6.
3. ↑  
John J. Pogonoski u. Anthony Gill: Taxonomy of the genus Dactylanthias Bleeker (Teleostei: Serranidae: Anthiadinae). Februar 2021, Zootaxa 4926(3):417-430, DOI:10.11646/zootaxa.4926.3.6